# نفل هوائي
النفل الهوائي (باللاتينية: Trifolium physodes) نوع نباتي من جنس النفل من الفصيلة البقولية.

## الموئل والانتشار
موطنه الأصلي معطم مناطق حوض البحر الأبيض المتوسط من بلاد الشام والمغرب العربي إلى تركيا والبلقان وأيبيريا.

## مرادفات للاسم العلمي
- (باللاتينية: Amoria physodes (M. Bieb.) Roskov)